# Cappella Varalli
La cappella Varalli, conosciuta anche come cappella degli Innocenti, è una cappella nella chiesa di Santo Stefano a Verona. Venne realizzata tra il 1618 e il 1621 per volere del parroco, il monsignor Giulio Varalli. Rappresenta uno dei più floridi esempi di architettura barocca nel veronese e conserva al suo interno numerose opere d'arte realizzata da pittori locali.

## Storia

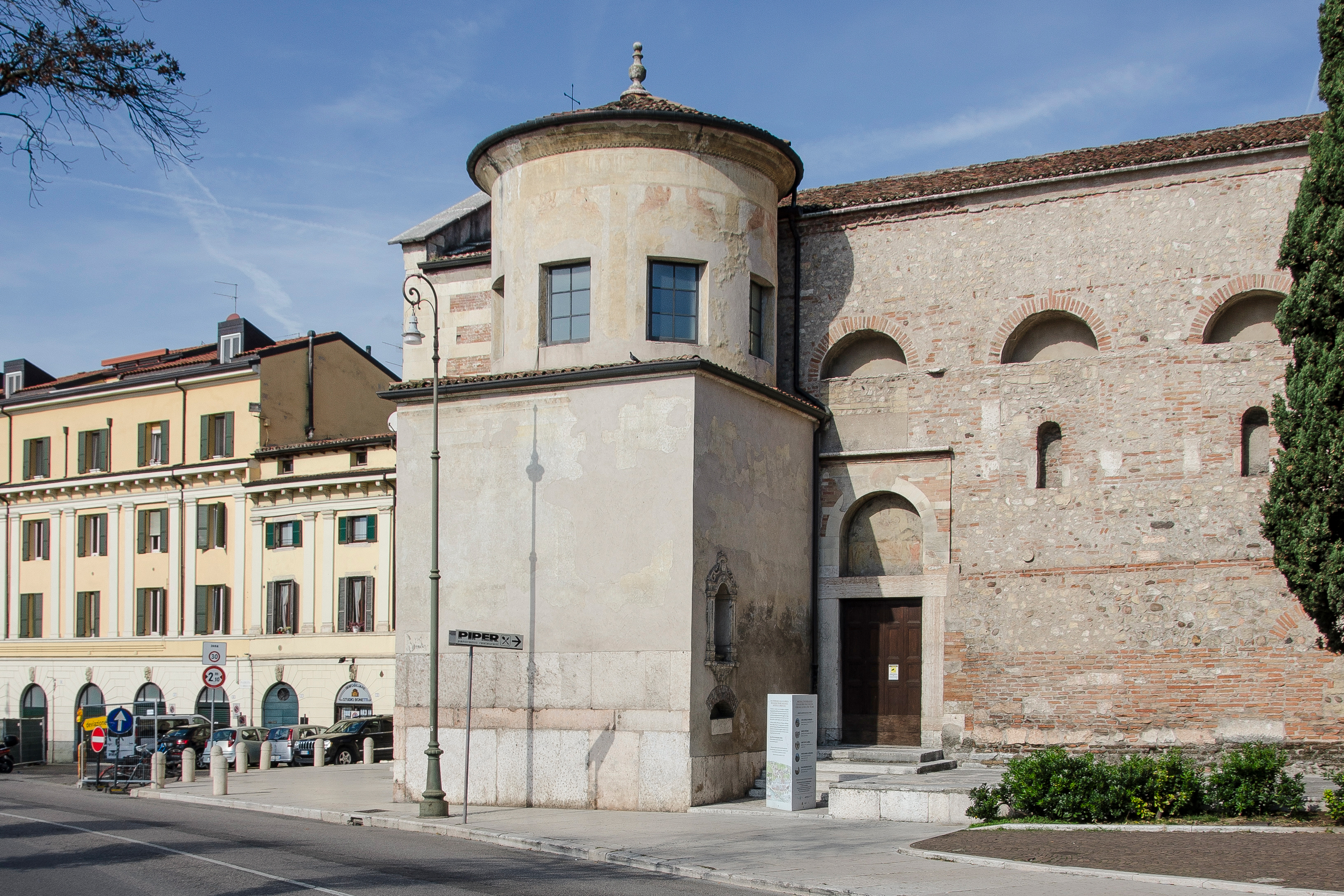
Cappella dall'esterno, lungo il muro settentrionale della chiesa.

Appena entrati nella chiesa di Santo Stefano, sul lato destro del piedicroce, si apre la cappella Varalli, sicuramente la più importante cappella della chiesa ed uno dei pochi esempi di architettura barocca che Verona possa offrire.
Essa venne costruita per accogliere le ossa di cinque antichi vescovi di Verona, oltre alle reliquie di quaranta martiri cristiani veronesi, prima venerati nella cripta della chiesa. La tradizione vuole che siano presenti anche i resti di quattro bambini vittime della strage degli Innocenti, così che viene conosciuta anche come "cappella degli Innocenti". Venne costruita tra il 1618 e il 1621 sulla spinta della controriforma, che aveva affermato nuovamente l'importanza del culto delle reliquie dopo le critiche conseguenti alla riforma protestante. Promotore di tale costruzione fu l'allora parroco di Santo Stefano, monsignor Giulio Varalli, che finanziò personalmente la sua costruzione impiegando oltre tremila ducati proventi della sua attività di insegnante.

## Descrizione

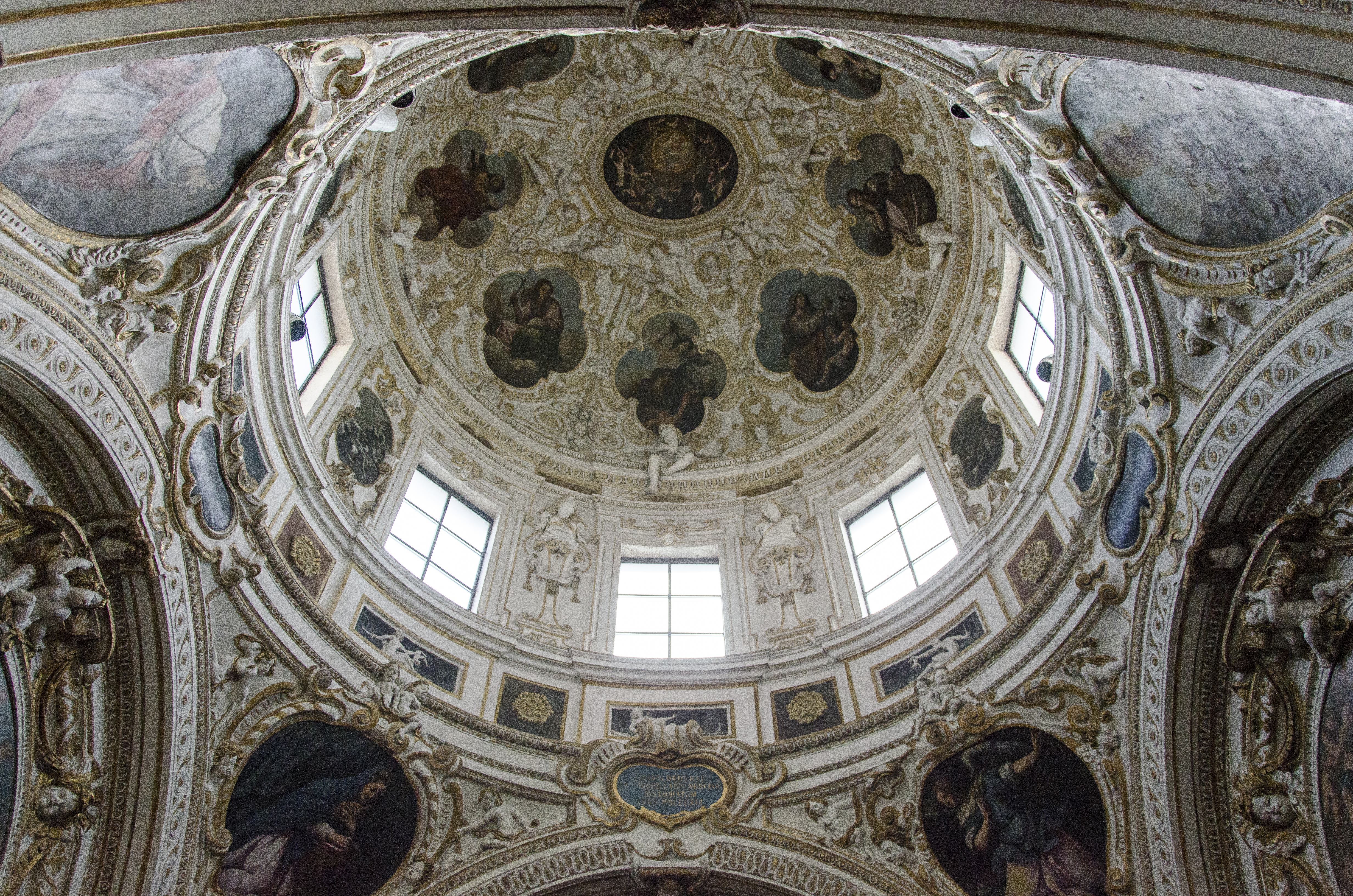
La cupola della cappella

Dall'esterno la cappella è ben visibile in quanto sporge dal muro meridionale della chiesa, da dove appare come un parallelepipedo sormontato da un cilindro che si innalza fino a raggiungere il tetto. All'interno si presenta invece come un ampio spazio che si apre nel muro della navatella di destra all'altezza della seconda campata, accessibile attraversando un arco trionfale.
A pianta quadrata, l'interno è completamente decorato di ricchi e complessi stucchi manieristici. La cupola della cappella è sostenuta da quattro archi corrispondenti ai quattro lati, ognuno dei quali, tranne quello di ingresso, racchiude un altare con la relativa pala. Pennacchi affrescati adornano la congiunzione degli archi con il tamburo. Quest'ultimo è di forma ottagonale ed è affrescato, così come la cupola ove si trovano la rappresentazione di otto Virtù che incorniciano il dipinto Trionfo del Padreterno, opera di Pasquale Ottino databile intorno al 1620, posto al centro della cupola a dominare la cappella.
Le tre pale d'altare prima menzionate sono inserite in cornici, doppie per le laterali e tripla per quella centrale, ad arco strombato. Le cornici interne sono arricchite da due cariatidi simmetriche. La realizzazione delle tele venne affidata a tre giovani pittori veronesi, tutti allievi di Felice Brusasorzi, e i soggetti rappresentati sono ispirati alle reliquie qui conservate. Così, al centro vi è collocata La strage degli innocenti di Pasquale Ottino, a destra I cinque santi Vescovi di Marcantonio Bassetti e a sinistra I quaranta santi martiri veronesi di Alessandro Turchi detto l'Orbetto.